# Буджіашвілі Василь Дмитрович
Василь Дмитрович Буджіашвілі (1906, село Меджврісхеві Горійського повіту, тепер Грузія — ?) — грузинський радянський державний діяч, секретар ЦК КП(б) Грузії. Член ЦК КП(б) Грузії. Депутат Верховної ради Грузинської РСР 2-го скликання. Депутат Верховної ради СРСР 2-го скликання.

## Життєпис
Трудову діяльність розпочав із юнацьких років.
Член ВКП(б) з 1926 року.
З 1927 по 1937 рік — на комсомольській, партійній роботі.
З жовтня 1937 по 1938 рік — в.о. секретаря Центрального виконавчого комітету (ЦВК) Грузинської РСР.
У 1938—1941 роках — постійний представник Ради народних комісарів Грузинської РСР при Раді народних комісарів СРСР. Одночасно — директор павільйону Грузинської РСР на Всесоюзній сільськогосподарській виставці.
7 лютого 1941 — 9 липня 1947 року — в.о. 3-го секретаря, 3-й секретар ЦК КП(б) Грузії.
9 липня 1947 — 17 квітня 1948 року — секретар ЦК КП(б) Грузії із кадрів.
2 квітня 1952 — 14 квітня 1953 року — секретар ЦК КП(б) Грузії.
Із серпня 1953 року — заступник міністра державного контролю Грузинської РСР.
Потім — на пенсії.

## Родина
Брат Буджіашвілі Костянтин Дмитрович — 1-й секретар Тбіліського обласного комітету КП(б) Грузії.

## Нагороди
- орден Леніна
- орден Вітчизняної війни І ст.
- орден Вітчизняної війни ІІ ст.
- два ордени Трудового Червоного Прапора (16.09.1939,)
- медаль «За оборону Кавказу»
- медаль «За перемогу над Німеччиною у Великій Вітчизняній війні 1941—1945 рр.»
- медаль «За доблесну працю у Великій Вітчизняній війні 1941—1945 рр.»
- медалі